# Weingarten (Wüstung)
Weingarten (auch Weingartshof) ist eine Wüstung in der Gemarkung von Geiselwind im unterfränkischen Landkreis Kitzingen. Das Dorf wurde wohl im 15. Jahrhundert verlassen. Die Gründe hierfür sind unklar.

## Geografische Lage
Die Wüstungsstelle liegt im Osten des Geiselwinder Marktplatzes am Südhang des Krackenberges. Heute befindet sich als letzter Überrest die Weingartsmühle etwa 300 m südwestlich der Wüstungsstelle. Der Flurname Weingartsleiten und die Geiselwinder Straßennamen Am Weingart und Weingartsstraße erinnern an das ehemalige Dorf. Im Süden führt heute die Schlüsselfelder Straße an der Wüstungsstelle vorbei.

## Geschichte
Der Ortsname der Wüstung verweist auf das hohe Alter der Siedlung. Er entstammt dem mittelhochdeutschen Wort wingarte, das Weingarten oder Weinberg bedeutet. Ursprünglich wurde hier, am Südhang des Krackenberges, also Weinbau betrieben. Weingarten entstand wohl im Zuge der karolingischen Ausbauphase im 8. oder 9. Jahrhundert. Erstmals erwähnt wurde das Dorf im Jahr 1123. Unter den Zeugen einer Schenkung an das Bamberger Kloster Michelsberg tauchte auch ein Mann „de Vinea“ (lat. von Weingarten) auf.
In einer Urkunde des Benediktinerinnenklosters Kitzingen aus dem Jahr 1316 wurde „Wingarten“ neuerlich genannt. Zwischen 1317 und 1322 besaß dann der Kleriker Gundelach de Windeheim eine Kurie in „Wingarten“. Im 14. Jahrhundert war auch das Zisterzienserkloster Ebrach hier begütert. Im Jahr 1380 veräußerte der Ritter Erkinger Zolner seine Lehen im „dorf zu Weingarten“. Das Dorf war damals in den Händen der Grafen zu Castell.
Den Besitzer wechselte das Dorf erst 1426, als Erkinger VI. von Seinsheim, später Freiherr zu Schwarzenberg, den Zehnt in „Weingart“ von den Casteller Grafen erwarb. Zwischen 1498 und 1506 erhielt Hans von Schwarzenberg von Graf Georg zu Castell endgültig die „wustung zu weingarten“. Das Dorf war also bereits verlassen. Im Jahr 1506 erneuerte Johann zu Castell den Lehenbrief an die Schwarzenberger.
Am 20. Januar 1622 tauchte der sogenannte Weingarthshoff zum ersten Mal in den Quellen auf. Wahrscheinlich war die Siedlung zu einem Einzelgehöft zusammengeschrumpft. Eine Sage aus dieser Zeit verlegte dann auch die Burg der Herren von Weingart an die Stelle der Wüstung. Allerdings hatte im 16. Jahrhundert lediglich zufällig ein Adeliger von Weingarten, aus einem pfälzischen Geschlecht stammend, in der Nähe der ehemaligen Siedlung Besitzungen aufgebaut.